# Мстислава Владимировна
Мстислава Владимировна (не ранее 978 и не позднее 987 — не ранее 1025) — княжна, дочь киевского князя Владимира Крестителя и Рогнеды Полоцкой.

## Биография
Точная дата рождения княжны неизвестна, кроме того что она была дочерью упомянутой Рогнеды, которая была замужем за Владимиром с 978 по 987 года. Упоминается Мстислава в числе трёх дочерей Владимира, взятых в наложницы королём Польши Болеславом I Храбрым в 1018 году. Согласно предположению польского историка Лябуды, в Польше захваченные дочери Владимира Святого (вместе с Предславой было захвачено несколько её сестёр) жили во дворце на Ледницком острове, и их не принуждали принимать католичество. Примерно в 1025 году, когда Болеслав умер, пленницы освободились. После этого Мстислава нигде не упоминается. Семьи вероятно не имела.